# Экологическая катастрофа в Кливленде
Экологическая катастрофа в Кливленде («Трагедия в Кливленде») произошла 27 сентября 1986 года во время фестиваля «Balloonfest '86». Город хотел побить рекорд, запустив 1,5 миллиона воздушных шариков.

## Предшествующие обстоятельства
Всё началось с того, как на Олимпийских играх в США 1984 года были запущены воздушные шарики в форме словосочетания «Добро пожаловать!». Затем 17 июля 1985 года на 30-летие Диснейленда был запущен миллион воздушных шариков. Все эти запуски организовала компания «Balloonfest». В Кливленде компанию ожидало настоящие испытание. Нужно было сначала удержать в небольшом пространстве на центральной площади, а затем отправить в полёт 2 миллиона воздушных шариков. К решению вопроса «Balloonfest» привлекла компанию, которая занималась поставкой тросов для космодрома. Из космических тросов была сплетена сетка, которая прикрывала металлическую раму размером 76 на 46 метров. Мероприятие было назначено на 27 сентября. Стоимость всех воздушных шариков составила 500 тысяч долларов.

## Подготовка к мероприятию
Изначально город хотел запустить 2 миллиона воздушных шариков, но их количество сократилось до 1,5 миллиона, чтобы успеть, поскольку на 27 сентября ожидался дождь. Приготовления начались вечером 26 сентября, на площадь начали приходить студенты. В этом процессе должны были участвовать несколько тысяч человек. 2500 студентов надували шары из газовых баллонов полночи.

## Катастрофа
27 сентября 1986 года по телевидению рассказывали о предстоящем мероприятии. Однако синоптики предупредили что будет холодный воздух и дождь, но организаторы не хотели отменять праздник. В 13:50 сетка была порвана и 1,5 миллиона воздушных шариков поднялось над башней терминала масса казалась оранжевой. Джейн Кахун, которая была журналисткой местной газеты и присутствовала на площади, так вспоминает это зрелище:
«Добровольцев, которые надували шарики, было около двух с половиной тысяч. И еще стояла толпа разного народа вокруг. Я помню, как нарастало волнение. Шарики напоминали огромный разноцветный купол под сеткой. И вот кто-то дал сигнал, отпустили большие шары, к которым была привязана сетка, они подняли ее… И вся эта масса поднялась ввысь, заслонила собой башню, а еще через мгновение исчезла в небе, превратилась в крошечные пятнышки!»
Катастрофа началась с того, что холодный воздушный фронт подошел к городу как раз в момент запуска шариков. Если обычно наполненные гелием шарики, будучи выпущенными в атмосферу, проводят в ней достаточно времени, чтобы практически полностью сдуться, то из-за тяжёлых погодных условий, едва успев подняться над площадью, 1,5 миллиона шариков, пока ещё сохранявших свое сферическое состояние, были сильным ветром прижаты обратно к земле.

## Последствия
Произошло более 50 ДТП, были парализованы транспортные магистрали, все рейсы Кливлендского аэропорта были отменены, озеро Эри и река покрылись воздушными шарами.

## Погибшие
В ночь с 26 на 27 сентября озеро было неспокойным, но Реймонд Бродерик и Бернард Сульзер отправились на лодке на озеро. Ночью волнение на озере усилилось так неожиданно и резко, что рыбаки потеряли контроль над лодкой, и она перевернулась. Волны отнесли их далеко от судна. Из-за того, что воздушные шары заполонили небо, спасательная операция на вертолёте была отменена, и оба рыбака погибли.

## Пострадавшие
Иск на сумму 100 тысяч пришел от владелицы элитных арабских лошадей, которые паслись неподалёку от Кливленда. Пикировавшие с неба шарики так напугали животных, что те понеслись, врезались в забор и получили серьёзные увечья.